# Phrynarachne rothschildi
Phrynarachne rothschildi är en spindelart som beskrevs av Pocock och Rothschild 1903. Phrynarachne rothschildi ingår i släktet Phrynarachne och familjen krabbspindlar.
Artens utbredningsområde är Sri Lanka. Inga underarter finns listade i Catalogue of Life.